# Luigi Carnacina
Luigi Carnacina (Roma, 2 settembre 1888 – Roma, 28 ottobre 1981) è stato un gastronomo italiano.
Autore di numerosi libri di cucina nazionale e internazionale, propose una nuova sistematizzazione dell'argomento.

## Biografia[2]
A soli dodici anni, cominciò a lavorare come cameriere e sguattero nell'osteria del padrino. A quattordici lasciò l'Italia iniziando così la sua ascesa nella gerarchia alberghiera.
Lavorò al Ciro's di Monte Carlo dove ebbe modo di conoscere il maestro Auguste Escoffier con cui lavorò all'Hotel Savoy di Londra e che nel 1920 lo assunse come direttore nel suo Restaurant de l'Ocean di Ostenda. Poi fu maître d'hotel in diversi alberghi di gran classe e, dal 1933, direttore generale di grand-hotel e ristoranti sia in Europa sia in America. Si ritirò da questa attività nel 1956, iniziando a scrivere libri sulle sue esperienze nel campo della gastronomia. Nacque così "La grande cucina", un manuale di gastronomia europea e nel 1961 "Il Carnacina", pubblicato a Milano dalla Garzanti, manuale gastronomico dettagliato e completo che fornisce una descrizione accurata delle più importanti ricette italiane e francesi, con particolare considerazione per le salse di Escoffier. La notorietà nazionale arrivò nel novembre del 1961, quando scrisse, in collaborazione con il giornalista Veronelli, "La cucina rustica regionale", sempre edito da Garzanti.

## Riconoscimenti
- Al suo nome è intitolato dal 1973 l'IPSSAR di Bardolino, in provincia di Verona e la succursale a Valeggio sul Mincio, sempre nella provincia di Verona[4].

## Opere[5]
- A la carte, un saggio scoperto e pubblicato da Luigi Veronelli nel 1957, dà inizio alla sua carriera di scrittore
- La Grande Cucina: 3715 ricette, 242 soggetti a colori, 221 soggetti in nero, 139 disegni, (Garzanti, 1960) in 6 volumi[3]
- Il Carnacina, versione breve e divulgativa a cura di Luigi Veronelli de La grande cucina
- Mangiare e bere all'italiana, scritto con Veronelli
- La cucina rustica regionale ancora con Veronelli
- Menù famosi, grandi ricette scritto con Enrico Guagnini
- Le uova. 300 ricette con tutti i possibili usi dell'uovo, dall'antipasto al dessert e nelle bevande
- Il Gourmet internazionale che offre un quadro delle cucine di tutto il mondo.
- Roma in cucina in collaborazione con Vincenzo Buonassisi, con illustrazioni di Pinelli e descrizione delle origini delle pietanze, ormai introvabile.